# 新倉 (和光市)
新倉（にいくら）は、埼玉県和光市の町名および大字。現行行政地名は新倉一丁目から八丁目および大字新倉。郵便番号は351-0115。

## 地理
和光市の北部に位置する。人家の無い新河岸川以東の堤外地は大字のままとなっている。

## 歴史
かつては新倉村であった。

### 沿革
- 1889年（明治22年）4月1日 - 町村制施行によって新座郡新倉村が成立。旧新倉村は新倉村大字新倉となる。
- 1896年（明治29年）3月29日 - 新座郡の北足立郡への編入に伴い、所属郡が北足立郡となる。
- 1943年（昭和18年）4月1日 - 新倉村と白子村が合併し、大和町が成立。大和町の大字となる。
- 1970年（昭和45年）10月31日 - 大和町が市制施行に伴い名称変更、和光市となる。また、同日大字新倉の一部が本町の一部となる[4]。
- 1971年（昭和46年）11月1日 - 大字新倉の一部から新倉一丁目・二丁目が成立[4]。
- 2004年（平成16年）11月1日 - 大字新倉と大字下新倉の各一部と松ノ木島町から新倉三丁目〜八丁目が成立。(新倉7丁目が旧松ノ木島町。)
- 2016年（平成28年）2月1日 – 和光北インター地域土地区画整理事業に伴い、四丁目・五丁目の一部において地番を変更。

## 世帯数と人口
2022年（令和4年）1月1日現在の世帯数と人口は以下の通りである。
| 丁目       | 世帯数    | 人口     |
| ---------- | --------- | -------- |
| 新倉一丁目 | 4,328世帯 | 7,377人  |
| 新倉二丁目 | 3,148世帯 | 6,643人  |
| 新倉三丁目 | 779世帯   | 1,784人  |
| 新倉四丁目 | 75世帯    | 145人    |
| 新倉五丁目 | 6世帯     | 7人      |
| 新倉六丁目 | 0世帯     | 0人      |
| 新倉七丁目 | 10世帯    | 18人     |
| 新倉八丁目 | 25世帯    | 35人     |
| 大字新倉   | 0世帯     | 0人      |
| 大字下新倉 | 0世帯     | 0人      |
| 計         | 8,371世帯 | 16,009人 |

## 小・中学校の学区
市立小・中学校に通う場合、学区は以下の通りとなる。
| 丁目       | 番地                          | 小学校               | 中学校             |
| ---------- | ----------------------------- | -------------------- | ------------------ |
| 新倉一丁目 | 13〜15番、33番、35〜38番      | 和光市立北原小学校   | 和光市立大和中学校 |
| 新倉一丁目 | その他                        | 和光市立北原小学校   | 和光市立第二中学校 |
| 新倉二丁目 | 10～17番                      | 和光市立北原小学校   | 和光市立大和中学校 |
| 新倉二丁目 | 28番（市道537号線以北の区域） | 和光市立下新倉小学校 | 和光市立大和中学校 |
| 新倉二丁目 | その他                        | 和光市立新倉小学校   | 和光市立大和中学校 |
| 新倉三丁目 | 1～6番                        | 和光市立新倉小学校   | 和光市立大和中学校 |
| 新倉三丁目 | その他                        | 和光市立下新倉小学校 | 和光市立大和中学校 |
| 新倉四丁目 | 全域                          | 和光市立新倉小学校   | 和光市立大和中学校 |
| 新倉五丁目 | 全域                          | 和光市立新倉小学校   | 和光市立大和中学校 |
| 新倉六丁目 | 全域                          | 和光市立新倉小学校   | 和光市立大和中学校 |
| 新倉七丁目 | 全域                          | 和光市立新倉小学校   | 和光市立大和中学校 |
| 新倉八丁目 | 全域                          | 和光市立下新倉小学校 | 和光市立大和中学校 |

## 交通

### 鉄道
東武東上線 和光市駅 
駅舎北口側の一部。上り用線路2本が地区内に存在する
（東上線の池袋方面。東京メトロ有楽町線、副都心線の新木場方面、渋谷方面）

### 路線バス
東武バス(新座営業事務所)
和03 和光市駅北口 - (和光高校循環) - 和光市駅北口
増09 和光市駅北口 - 金泉寺前、吹上観音下 - 成増駅北口
「漆台」「新倉小学校前」「下井戸」「新倉坂下」「金泉寺前」
「和光高校」「アクシス入口」「練田」停留所
和14 和光市駅北口 - (直通) - SGリアルティー和光 
「SGリアルティー和光」停留所
和光市内循環バス(北コース)
「新倉ロータリー」「地蔵橋」「谷津橋」「赤池」「ふたば公園」「新倉氷川神社」「和光北インター」
「アクシス」「福祉の里」「アグリパーク入口」「新倉郵便局」停留所
和光市内循環バス(中央コース)
「北原小学校入口」停留所 

### 道路
- 東京外環自動車道
- 埼玉県道88号和光インター線

## 地域

### 寺社・史跡
- 午王山（牛王山、牛傍山、牛蒡山、ごぼうやま） – 新倉3丁目。新羅郡の中心地か
  - 午王山遺跡
- 光明山 観音院 長照寺
- 上新倉氷川八幡神社（新倉氷川八幡神社、氷川八幡神社）
- 祥光山 金泉寺（金泉禅寺）
- 萬政山 満願寺 – 智山派
- 医王山 東林寺
- 漆台足洗地蔵堂
- 狭間稲荷神社
- 下井戸稲荷神社

### 公園・緑地

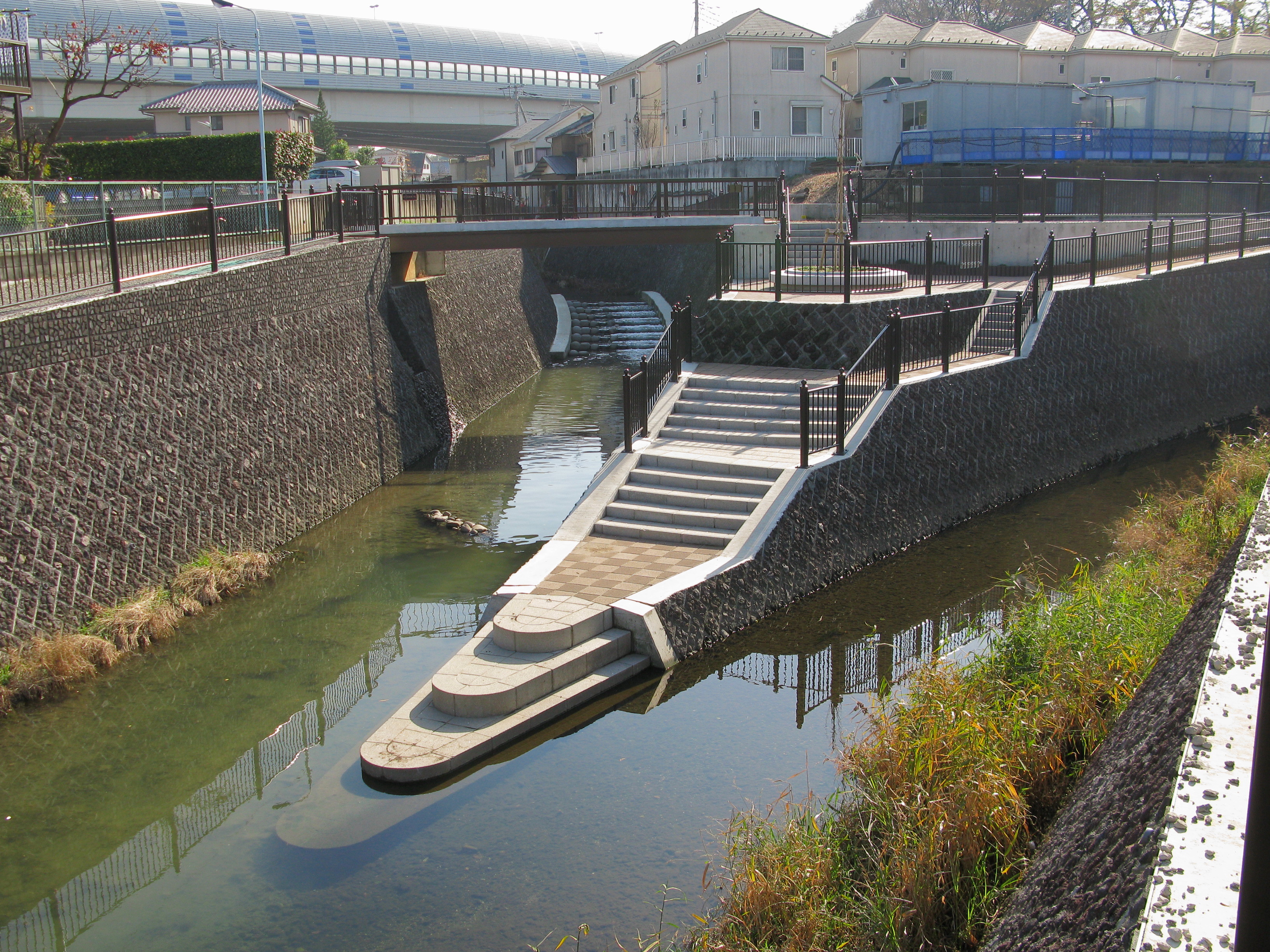
越戸川ふれあいゾーン

- 和光市アーバンアクア公園 - 水循環センター上部に立地
- 上谷津公園
- 柿ノ木坂湧水公園
- 柿ノ木坂児童公園
- みつば公園
- よつば公園
- 松ノ木島公園
- 午王山特別緑地保全地区 - 午王山遺跡の近傍に位置する
- 越戸川ふれあいゾーン - 谷中川と越戸川の合流点に位置する
- 上谷津ふれあいの森
- 新倉ふれあいの森
- 外環上部駅北C広場
- 和光台児童遊園地
- 赤池児童遊園地
- 午王山児童遊園地

### 施設
- 新河岸川水循環センター
- 和光市工業団地
- 埼玉県立和光高等学校
- 和光市立新倉小学校
- 和光市立北原小学校
- 東京北部郵便局
- 和光市新倉高齢者福祉センター
- 和光市坂下公民館
- 新倉北地域センター
- 和光市新倉コミュニティーセンター
- 福祉会にいくら保育園
- 和光どろんこ保育園
- ハレルヤ保育園
- 和光市新倉児童館
- 特養ホーム和光苑
- 戸田パブリックゴルフコース（一部） - 荒川河川敷に所在